# Patóháza
Patóháza (románul: Potău) falu Romániában, Szatmár megyében.

## Fekvése
Szatmár megyében, Aranyosmeggyestől délre, a Szamos folyó jobb partján fekvő település.

## Története
A település nevét a korabeli oklevelek a 15. században említik először Magasmart néven, ez volt a falu ősi neve.
A 15. században a Magasmarti Pathó család birtoka volt.
A falu a 15. század közepe tájáig a Meggyesi vár-hoz tartozott.
1547-ben Pathó Menyhért magasmarti jószágára királyi adományt kapott, majd a birtok nagy része zálogba került.
A 17. században legnagyobb birtokosa a Tóth család volt, aki a Pathó család-ba is  beházasodott.
1600-ban a Perényieké, Perényi Zsófia  a Székely György özvegye kapott itt részbirtokot.
1665-ben Sándorházi Ferenc és felesége Thury Zsuzsanna, Kende Jánosné és Horváth Istvánné volt birtokosa.
1717-ben Viszocsányi Sándor-nak volt itt birtoka.
A 18. században több birtokosa is volt: a gróf Teleki, báró Bánffy, báró Wesselényi és a Darvay, Csabay, Fülep, Görög, Szeőke, Zoltán, Décsey, Gáspár, Bethlen, Kovács és Kún családok birtoka volt.
A 19. században a Becskyek, Tarczyak, a Bethlen, Selyebi Kovács családok birtoka volt.
A 20. század elején birtokosa gróf Dégenfeld Mária volt itt a nagyobb birtokos, de volt itt még részbirtoka Tóth Móricz-nak is.
A Szamos mellé épült Patóháza az évszázadok során többször költözött új helyre a Szamos folyó áradásai miatt.
Borovszky Samu az 1900-as évek elején a következőket jegyezte fel a településről: „Kisközség a Szamos mellett, 221 házzal, 1151 lakossal, akik között 448 magyar és 666 oláh, 675 görögkatolikus, 398 református, 72 izraelita vallású. Határa 2386 k. hold. A község postája, távírója, vasúti állomása: Aranyosmeggyes.”

## Nevezetességek
- Református templom – 1896-ban épült.
- Görögkatolikus templom – a 19. század vége felé épült.